# Belippo nexilis
Belippo nexilis là một loài nhện trong họ Salticidae.
Loài này thuộc chi Belippo. Belippo nexilis được Eugène Simon miêu tả năm 1910.